# Gle Meureuseu
Gle Meureuseu är ett berg i Indonesien.   Det ligger i provinsen Aceh, i den västra delen av landet, 1 700 km nordväst om huvudstaden Jakarta. Toppen på Gle Meureuseu är 1 196 meter över havet, eller 113 meter över den omgivande terrängen. Bredden vid basen är 1,3 km.
Terrängen runt Gle Meureuseu är kuperad åt nordväst, men åt sydost är den bergig.Runt Gle Meureuseu är det glesbefolkat, med 9 invånare per kvadratkilometer. I omgivningarna runt Gle Meureuseu växer i huvudsak städsegrön lövskog.